# Pakistanische Badmintonmeisterschaft 1974
Die Pakistanische Badmintonmeisterschaft 1974 fand vom 10. bis zum 19. Januar 1974 in Rawalpindi statt. Es war die 19. Austragung der nationalen Meisterschaften von Pakistan im Badminton. Über 200 Teilnehmer waren am Start.

## Titelträger
| Disziplin    | Sieger                     |
| ------------ | -------------------------- |
| Herreneinzel | Hassan Shaheed             |
| Dameneinzel  | Talat Sultana              |
| Herrendoppel | Hassan Shaheed Anwar Saeed |
| Damendoppel  | Shirin Talat Sultana       |
| Mixed        | Javed Iqbal Talat Sultana  |